# Sierra de Atewa

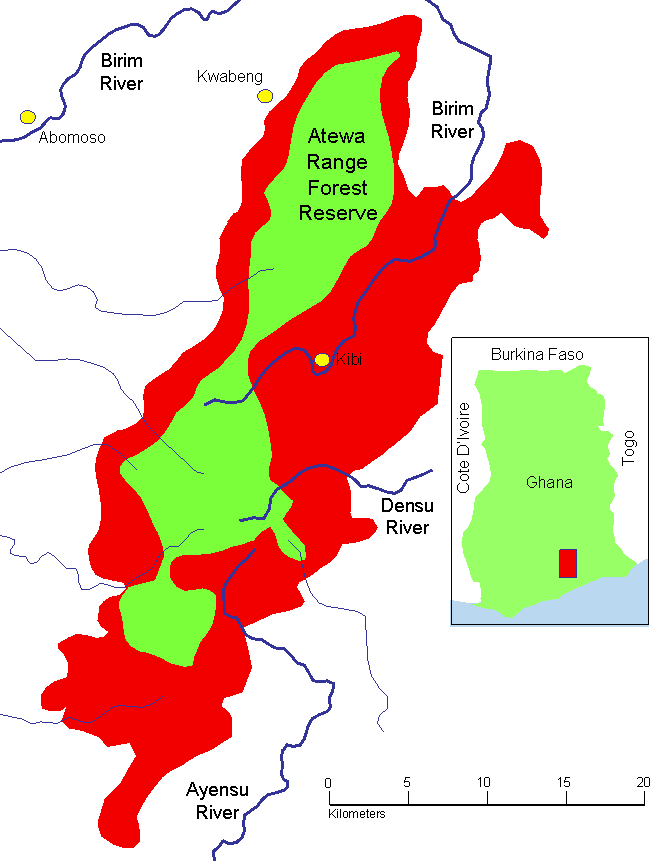
Sierra de Atewa (área roja oscura) con la Reserva Forestal (área verde más clara)

La Sierra de Atewa (también llamada sierra Atiwa-Atwaredu) se encuentra en la región de Akyem Abuakwa en el sudeste de Ghana, cerca la ciudad de Kibi, y del sudoeste de la meseta de Kwahu que forma la frontera sudoeste del lago Volta. La sierra está orientada de gama norte a sur y consiste en empinados cerros con cumbres bastante planas a modo de cerros testigo. Son los últimos restos de la penillanura del Cenozoico que una vez cubrió Ghana, y que contiene antiguos suelos con bauxita. La sierra posee una importante reserva forestal, y es la fuente de tres conocidos ríos.

## Reserva forestal

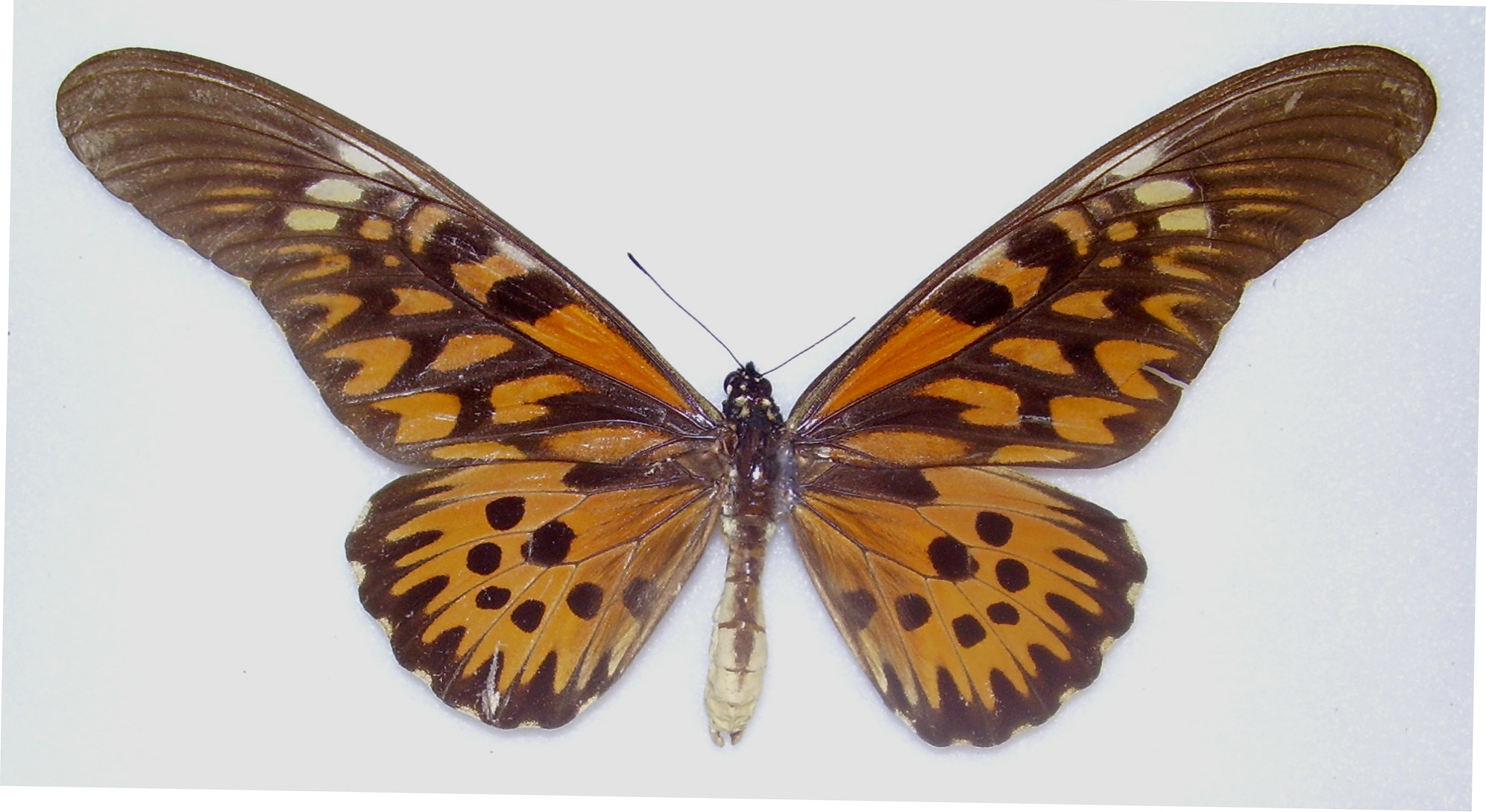
Papilio antimachus, la mayor mariposa africana.

Una amplia área de la sierra ha sido declarada reserva forestal, incluyendo aproximadamente 17.400 hectáreas de bosque perenne de tierras altas, raro en Ghana. La reserva está dirigida por la Comisión de Silvicultura de Ghana en colaboración con lal Okyeman Environment Foundation, que restringe la agricultura en la zona y a cambio está intentando animar el turismo ecológico. Aun así, la reserva está bajo presión de leñadores y cazadores para alimentarse. También es vulnerable a actividades de explotación minera, ya que la reserva contiene depósitos de oro, así como bauxita de baja concentración.
Muchas de la especies vegetales se dan sólo en esta parte de Ghana, o en muy pocos lugares, y la reserva fue declarada área especialmente protegida por el departamento de Silvicultura de Ghana en la década de 1990s. La reserva forestal contiene muchos pájaros que son raros en otros lugares del país, incluyendo la paloma del Congo (Columba unicincta), el cuco colilargo oliváceo (Cercococcyx olivinus), el eurilaimo africano (Smithornis capensis), el indicador chico (Indicator exilis), el indicador moteado (Indicator maculatus), el Bleda syndactylus y el monarca brillante (Trochocercus nitens). En una expedición de 2006 a la reserva, los científicos descubrieron dos rara especies de primate posiblemente en peligro de extinción en la reserva: el colobo ursino (Colobus vellerosus) y el colobo oliva o colobo verde (Procolobus verus), así como 17 raras especies de mariposa y una rana en peligro crítico, Conraua derooi. Las especies de mariposa incluyen la Papilio antimachus, de 18 a 23 cm de anchura, récord africano, y la Mylothris atewa, ambas en situación crítica de extinción.
Desde 2016, hay una campaña para convertir Atewa en un Parque nacional.

## Ríos
La sierra de Atewa es la fuente de tres ríos importantes: los ríos Ayensu y Densu, que fluyen hacia el sur camino del océano Atlántico, y el río Birim, que hace un largo recorrido antes de unirse al río Pra. El río Birim, que fluye primero hacia el norte y luego hacia el sur a través de tres de las áreas tradicionales de los akyem, es una importante aunque decreciente fuente de diamantes.